# Episodi di Major Crimes (sesta stagione)
La sesta e ultima stagione della serie televisiva Major Crimes, composta da 13 episodi, viene trasmessa in prima visione assoluta negli Stati Uniti dal canale via cavo TNT dal 31 ottobre 2017 al 9 gennaio 2018.
In Italia la stagione è stata trasmessa in prima visione a pagamento da Premium Crime, canale della piattaforma Mediaset Premium, dal 15 gennaio al 27 agosto 2018.
| n° | Titolo originale          | Titolo italiano               | Prima TV USA     | Prima TV Italia  |
| -- | ------------------------- | ----------------------------- | ---------------- | ---------------- |
| 1  | Sanctuary City: Part 1    | La città santuario, parte 1   | 31 ottobre 2017  | 15 gennaio 2018  |
| 2  | Sanctuary City: Part 2    | La città santuario, parte 2   | 7 novembre 2017  | 22 gennaio 2018  |
| 3  | Sanctuary City: Part 3    | La città santuario, parte 3   | 14 novembre 2017 | 29 gennaio 2018  |
| 4  | Sanctuary City: Part 4    | La città santuario, parte 4   | 21 novembre 2017 | 5 febbraio 2018  |
| 5  | Sanctuary City: Part 5    | La città santuario, parte 5   | 28 novembre 2017 | 12 febbraio 2018 |
| 6  | Conspiracy Theory: Part 1 | Teoria del complotto, parte 1 | 5 dicembre 2017  | 9 luglio 2018    |
| 7  | Conspiracy Theory: Part 2 | Teoria del complotto, parte 2 | 12 dicembre 2017 | 16 luglio 2018   |
| 8  | Conspiracy Theory: Part 3 | Teoria del complotto, parte 3 | 19 dicembre 2017 | 23 luglio 2018   |
| 9  | Conspiracy Theory: Part 4 | Teoria del complotto, parte 4 | 19 dicembre 2017 | 30 luglio 2018   |
| 10 | By Any Means: Part 1      | A ogni costo, parte 1         | 26 dicembre 2017 | 6 agosto 2018    |
| 11 | By Any Means: Part 2      | A ogni costo, parte 2         | 26 dicembre 2017 | 13 agosto 2018   |
| 12 | By Any Means: Part 3      | A ogni costo, parte 3         | 2 gennaio 2018   | 20 agosto 2018   |
| 13 | By Any Means: Part 4      | A ogni costo, parte 4         | 9 gennaio 2018   | 27 agosto 2018   |